# فرخزاد یکم شروان‌شاه
فرخزاد یکم بیست و چهارمین حاکم شروان‌شاهان بود. وی چهارمین پسر منوچهر سوم شروان، برادر کوچک شاهان قبلی - افریدون دوم شروانشاه، اخستان یکم، شاهنشاه، عموی فریبرز دوم شروانشاه و پدر گشتاسب یکم شروانشاه و شاهزاده رشید بن فرخزاد بود.

## سلطنت
نه دوره سلطنت وی، نه سکه ضرب شده در زمان سلطنت وی مشخص نیست. نام او از طریق شواهد برجسته شناخته می‌شود. نوشته روی سنگ گور وی در برج مدور مردکان (باکو) از گشتاسب یکم شروانشاه به عنوان «گرشاسب، فرخزاد، منوچهر» با تاریخ هجری، ذی الحجه ۶۰۰ (اوت، ۱۲۰۴) یاد می‌کند. نوشته روی سنگ گور پیر حسین خان نام او را نیز به عنوان پدربزرگ فریبرز سوم شروانشاه ذکر می‌کند. همچنین، یک دست نوشته دربارهٔ پیر مرداکان خانقاه نام وی را به عنوان «بزرگترین پادشاه، خاقان، فرخزاد فاضل الموحید منوچهر» یاد کرده‌است. او احتمالاً در همان سال به دلیل کهولت سن درگذشت.